# Haute Route

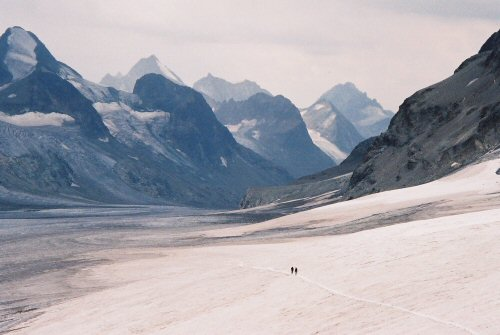
Tramo de la Haute Route (Glaciar de Otemma) con dos alpinistas en ruta.

Haute Route es el nombre de una travesía alpina internacional, que se puede hacer a pie y esquiando, y que va, a través de los Alpes Peninos, desde Chamonix en Francia hasta Zermatt en Suiza.
Es conocida desde mitad del siglo XIX, primeramente como ruta de verano a pie. Fue realizada por primera vez por miembros del Alpine Club del Reino Unido en 1861. La ruta se realiza en 12 días caminando o en 7 días esquiando. Recorre 180 km entre el Mont Blanc (Chamonix) y el Cervino (Zermatt).
Dado que la ruta inicialmente la hacían miembros de un club inglés, recibió el nombre The High Level Route. Sin embargo, se tradujo al francés (Haute Route) desde que se realizó por primera vez con esquís en 1903. El francés Michel Payot dirigió el primer grupo que hizo la ruta en invierno. Un mes después les siguieron Robert Helbling y Federico Reichert, que desconocían que les habían tomado la delantera.
La denominación oficial Chamonix-Zermatt Haute Route se halla dividida en secciones con denominaciones varias para la realización a voluntad de diversos recorridos de varios días por cabañas alpinas.

## Etapas de la Haute Route

### Cabañas, refugios y pueblos a lo largo de la ruta
- Le Tour, Francia.
- Refugio Alberto Primero.
- Cabaña del Trient (Glaciar Trient y Glaciar Orny).
- Champex-Lac, Suiza.
- Refugio de Valsorey o Cabaña Chanrion (Glaciar Valsorey).
- Refugio de las Vignettes, en el extremo superior del Valle de Arolla (Pigne d’Arolla).
- Arolla pueblo, Suiza.
- Refugio Bertol (Col Bertol).
- Refugio de Schönbiel
- Zermatt

La Haute Route coincide en parte, y en concreto desde Arolla hasta Zermatt, con la carrera de esquí de travesía llamada Patrouille des Glaciers que, por cierto, se realiza en dirección contraria.

### "Haute Route" para travesías a pie: sin atravesar glaciares

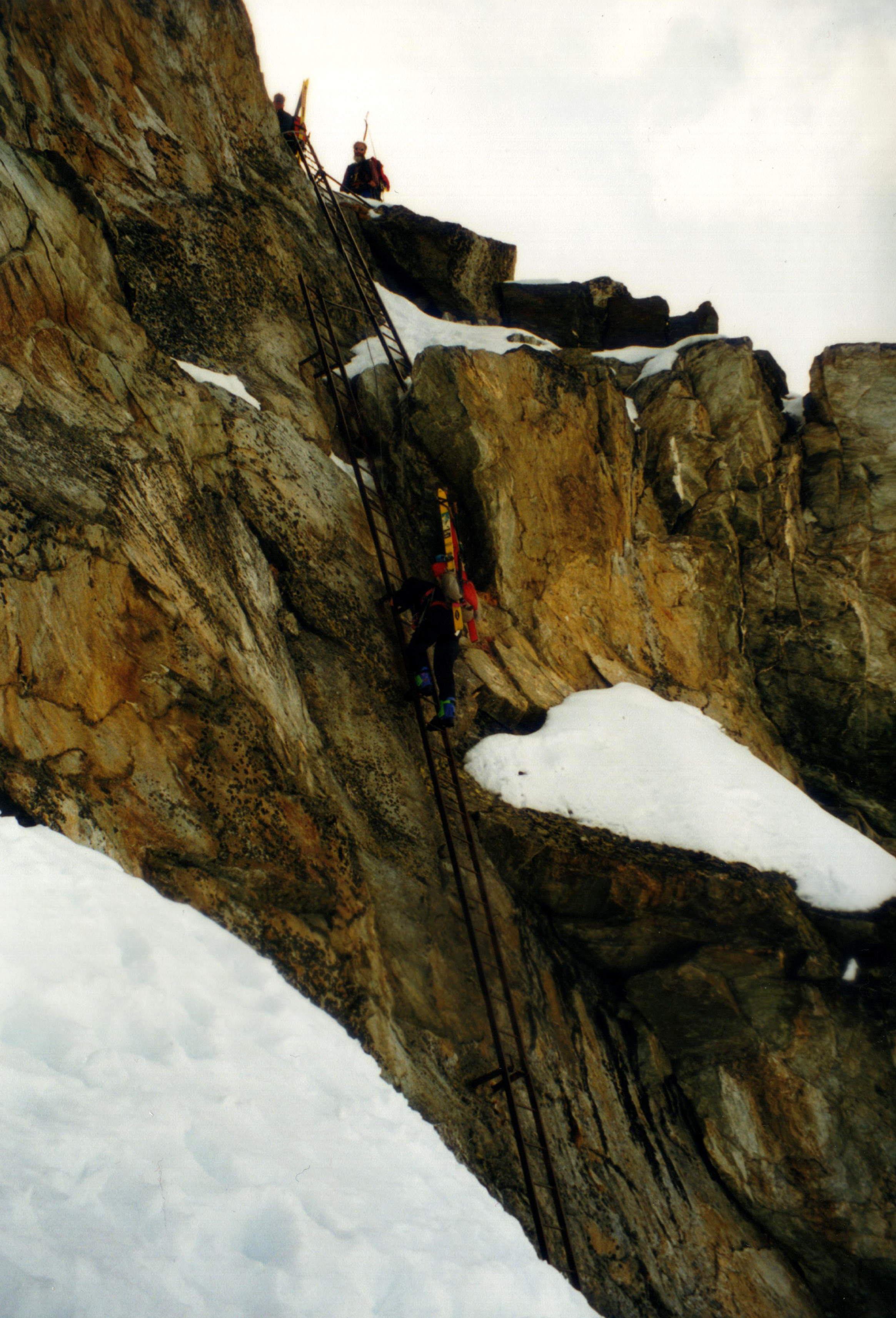
El Pas de Chèvres ("Paso de las Cabras"), abril de 1999. Se puede ver la escalera de 30 m de longitud.

Para realizar esta ruta no es preciso pasar por nieve ni por glaciares. Por tanto, no es necesario parte del equipo de alpinismo (consultar literatura técnica). Se puede pernoctar en refugios de montaña y en hoteles. Cada etapa diaria dura entre seis y siete horas. Se emplean unos 13 días para completar la ruta y se puede acometer a partir de mediados de julio.
Lista de las localidades y puntos donde se puede pernoctar a lo largo de la Haute Route:
- Chamonix
- Argentière, camino del Col de Balme (2204 m).
- Trient, camino de la Fenêtre d'Arpette (2665 m).
- Champex-Lac
- Sembrancher
- Bagnes
- Verbier
- Cabaña Mont-Fort. Pasando por el Col Termin (2048 m), el Col Louvie (2921 m) y Col de Prafleuri (2987 m).
- Cabaña Prafleuri. Por el Col de Roux (2804 m), por el Lac des Dix, siguiendo por el Col de Riedmatten (2919 m) o el Pas des Chèvres.
- Arolla.
- Les Haudères con 3-4 horas es la etapa más corta. Desde allí o desde La Sage por el Col de Tsaté.
- Cabaña de Moiry (con el atractivo del glaciar Moiry), vía Sorebois.
- Zinal. Caminando valle abajo y por el Paso Meid (2790 m) o por el Paso Forcletta.
- Oberems (Valle Tourtemagne). Por el Paso Augustbord (2893 m).
- Sankt Niklaus. Valle arriba.
- Zermatt

Como alternativa, la excursión se puede prolongar una jornada más, pernoctando en el Refugio Europa, que forma parte de la Ruta Alpina Europa.